# ميلودي (مغنية)
ميلودي (بالبرتغالية: Melody‏) هي مغنية برازيلية، ولدت في 2006 في ساو باولو في البرازيل.

## وصلات خارجية
- ميلودي على موقع IMDb (الإنجليزية)
- ميلودي على موقع ميوزك برينز (الإنجليزية)